# Senninha na Pista Maluca
Senninha na Pista Maluca é uma série de animação brasileira produzida pela SuperToons em parceria com a Globosat e com autorização do Instituto Ayrton Senna. A série estreou em 27 de agosto de 2018 no Gloobinho.
A primeira temporada contou com 13 episódios. A segunda temporada, igualmente com 13 episódios, estreou em 1º de maio de 2020 nos canais Gloobinho e Gloob.A terceira temporada foi anunciada em 2021 e ainda está em fase de captação de recursos.
A primeira temporada contou com a participação de Galvão Bueno narrando o episódio "O Desafio da Meia Noite".

## Enredo
A pista da praça do bairro onde Senninha e seus amigos vivem se transformou em uma pista de corrida com diversos desafios. Em cada episódio os corredores correm para os lugares mais exóticos da pista em busca de novas aventuras.
A pista se transformou graças a uma máquina inventada por Neco e, além de curvas e retas, ela tem vulcões, dinossauros, geleiras, pinguins, vampiros e etc. O Vale Jurássico, o Retão Glacial e a Curva do Arrepio são alguns dos lugares que a turma do Senninha terá que enfrentar.

## Personagens
- Senninha
- Jota-Jota (JJ)
- Braço Duro
- Tamborim
- Rebimboca
- Pistatrix
- Gabi
- Neco
- Becão

## Episódios

### 1ª temporada
1. A Pista Maluca
2. O Piloto Petisco
3. Lavas na Pista
4. O Ovo Misterioso
5. Inspirações de Gabi
6. Pulos Gelados
7. Entrando Numa Fria
8. Becão Fica de Bico
9. A Coroa Pulaking
10. Von Drive
11. O Vampiro Corredor
12. O Desafio da Meia Noite
13. A Volta Final

### 2ª temporada
1. A Corrida Pelo Tesouro
2. A Desculpa que foi Para o Espaço
3. Enfrentando Monstros
4. O Melhor Presente de Aniversário de Todos
5. Looping Mortal
6. Salvando o Natal
7. Um Peixe Chamado Doralice
8. Mais Rápido que um Cometa
9. Tamborins na Pista
10. A Figurinha Premiada
11. Piquenique nas Alturas
12. Pilotos ao Mar
13. Pistatruque

## Gloob Games
Senninha também está em o "Desafio da Pista Maluca", um jogo inspirado no universo de corridas e disputas da série. O jogador poderá escolher entre três jogadores: Senninha, Gabi e JJ e três pistas temáticas. O jogo está disponível desde junho de 2020 no Gloob Games, o aplicativo de jogos do Gloob.

## Netflix
Em 1º de dezembro de 2021, a primeira temporada da série estreou no Netflix. Em 2022 está prevista a estreia da segunda temporada.

## Prêmios e Indicações
| Ano  | Prêmio                    | Categoria                | Resultado | Fonte |
| ---- | ------------------------- | ------------------------ | --------- | ----- |
| 2020 | Content Innovation Awards | Melhor animação infantil | Indicado  | [ 7 ] |